# Mistrzostwa Czech w Skokach Narciarskich 2016
Mistrzostwa Czech w skokach narciarskich odbyły się w dniach 9 (rywalizacja kobiet) oraz 16 października (rywalizacja mężczyzn). Kobiece mistrzostwa rozgrywano na średnim obiekcie w Rožnovie o punkcie K usytuowanym na metrze 70. Mężczyźni zaś rywalizowali na skoczni dużej w Libercu na skoczni Ještěd o punkcie K wynoszącym 120 metrów.
Konkurs kobiet wygrała Barbora Blažková z niemałą przewagą nad swoimi rywalkami. Na podium uplasowały się jeszcze Zdena Pešatová i Jana Mrákotová. W zmaganiach kobiet wzięło łącznie udział 9 zawodniczek.
W rywalizacji mężczyzn najlepszy okazał się być Roman Koudelka. Za nim uplasowali się Jan Matura oraz Jakub Janda. Przez problemy techniczne organizatorów udało się przeprowadzić jedynie pierwszą serię.

## Wyniki

### Konkurs indywidualny mężczyzn
| Miejsce | Zawodnik        | Klub          | Skok 1 | Punkty |
| ------- | --------------- | ------------- | ------ | ------ |
| 1.      | Roman Koudelka  | LSK Lomnice   | 131,0  | 144,4  |
| 2.      | Jan Matura      | Dukla Liberec | 130,0  | 142,6  |
| 3.      | Jakub Janda     | Dukla Liberec | 129,0  | 141,8  |
| 4.      | Tomáš Vančura   | Dukla Liberec | 125,5  | 132,5  |
| 5.      | Vojtěch Štursa  | Dukla Liberec | 123,0  | 127,5  |
| 6.      | Lukáš Hlava     | Dukla Liberec | 122,0  | 125,7  |
| 7.      | Viktor Polášek  | Dukla Liberec | 120,5  | 123,0  |
| 8.      | Čestmír Kožíšek | LSK Lomnice   | 120,0  | 122,1  |
| 9.      | Tomáš Portyk    | Dukla Liberec | 118,5  | 119,4  |
| 10.     | Damián Lasota   | TŽ Třinec     | 111,5  | 95,2   |
| 11.     | Filip Sakala    | Dukla Liberec | 109,5  | 92,1   |
| 12.     | David Jirotka   | SK Ještěd     | 104,0  | 81,7   |
| 13.     | Dušan Doležel   | TJ Frenštát   | 103,0  | 79,9   |
| 14.     | Jan Michálek    | TJ Rožnov     | 95,0   | 60,0   |
| 15.     | Marcel Vivial   | TJ Frenštát   | 91,0   | 55,8   |
| ...     |                 |               |        |        |

Konkurs indywidualny kobiet
| Miejsce | Zawodnik            | Klub          | Skok 1 | Skok 2 | Punkty |
| ------- | ------------------- | ------------- | ------ | ------ | ------ |
| 1.      | Barbora Blažková    | JKL Desná     | 71,0   | 67,0   | 217,6  |
| 2.      | Zdena Pešatová      | JKL Desná     | 69,0   | 62,0   | 204,2  |
| 3.      | Jana Mrákotová      | JKL Desná     | 66,5   | 64,5   | 199,7  |
| 4.      | Marta Křepelková    | SK Harrachov  | 65,5   | 61,0   | 194,3  |
| 5.      | Karolína Indráčková | JKL Desná     | 63,5   | 60,0   | 178,7  |
| 6.      | Veronika Ptáčková   | Dukla Liberec | 51,0   | 58,0   | 144,8  |
| 7.      | Michaela Rajnochová | TJ Rožnov     | 61,0   | 48,0   | 142,8  |
| 8.      | Štěpánka Ptáčková   | JKL Desná     | 51,5   | 52,0   | 135,2  |
| 9.      | Simona Weinlichová  | SK Ještěd     | 54,0   | 47,5   | 108,3  |